# 1947 en mathématiques
| Années des mathématiques : 1944 - 1945 - 1946 - 1947 - 1948 - 1949 - 1950    |
| Décennies des mathématiques : 1910 - 1920 - 1930 - 1940 - 1950 - 1960 - 1970 |

Cet article présente les faits marquants de l'année 1947 en mathématiques.

## Évènements
- 1er janvier : la mathématicienne britannique Phyllis Nicolson et le physicien John Crank publient dans les Mathematical Proceedings of the Cambridge Philosophical Society la méthode de Crank-Nicolson et l'utilisent pour la résolution de l'équation de la chaleur[1].
- Mars : le mathématicien américain Norbert Wiener introduit le terme de cybernétique lors de la 3e Conférences Macy[2].
- Août[3] : le mathématicien américain George Dantzig expose son algorithme du simplexe de résolution des problèmes d'optimisation linéaire[4].

## Naissances

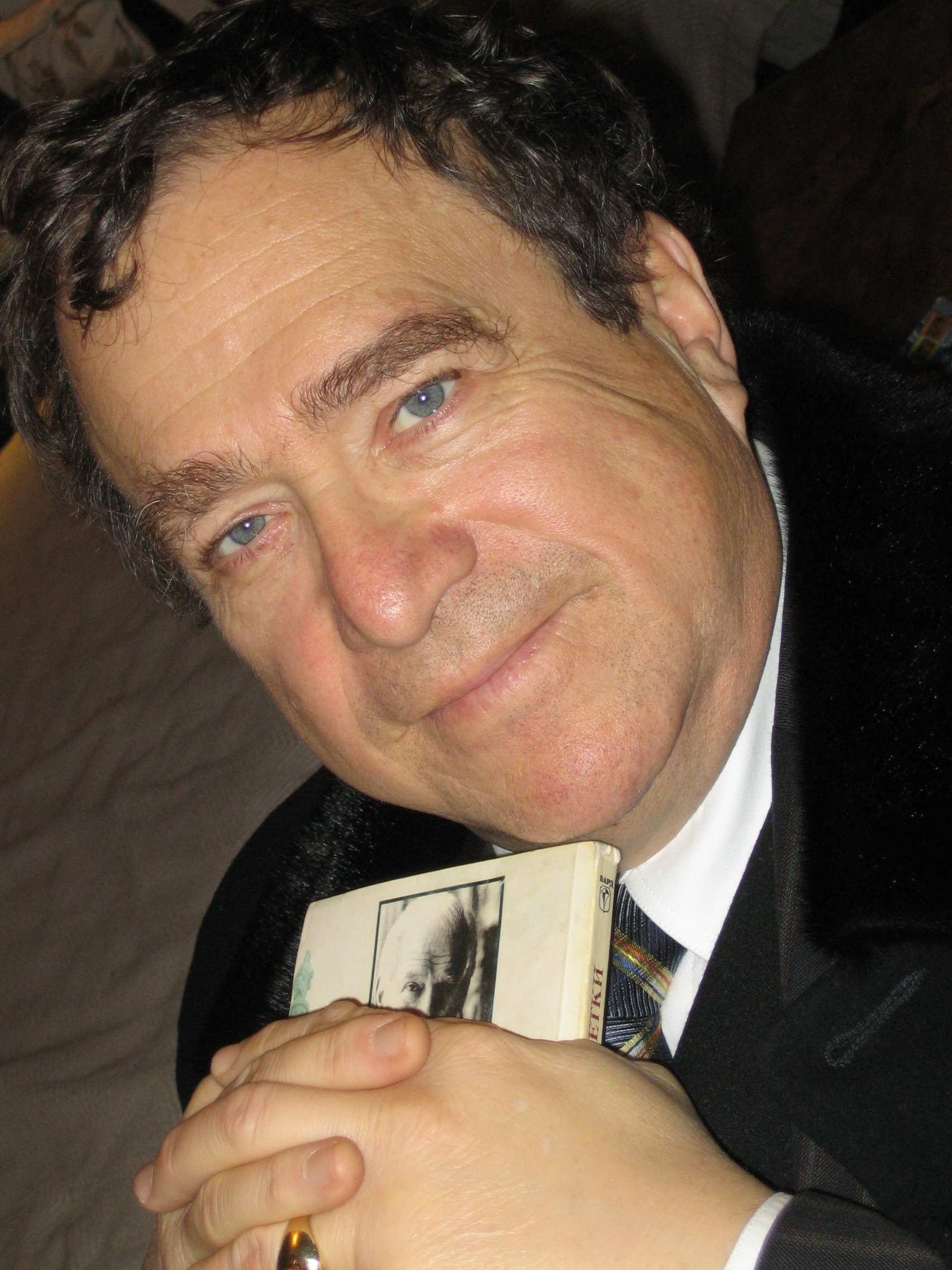
Vladimir Damgov

- 5 janvier : Herman te Riele, mathématicien néerlandais.
- 21 janvier : 
  - Dorian Goldfeld, mathématicien américain.
  - David Preiss, mathématicien tchèque-britannique.
- 22 janvier : David Chudnovsky, mathématicien américain d'origine ukrainienne.
- 23 janvier : Peter Cameron, mathématicien australien.
- 25 janvier : Renate Tobies, mathématicienne et historienne des mathématiques allemande.
- 30 janvier : Masaki Kashiwara, mathématicien japonais.
- 23 février : Rodrigo Arocena, mathématicien uruguayen.
- 2 mars : Iouri Matiassevitch, mathématicien russe.
- 3 mars : Victor S. Miller, mathématicien américain.
- 14 mars : Arkadi Nemirovski, mathématicien américain, russe et israélien.
- 15 mars : Andy Liu, mathématicien canadien.
- 16 mars : Keith Devlin, mathématicien et vulgarisateur britannique.
- 1er avril : Alain Connes, mathématicien français, médaille Fields en 1982.
- 6 avril : Mikhaïl Dmitriev, mathématicien russe.
- 8 avril : David Eisenbud, mathématicien américain.
- 25 avril : Jeremy Gray, mathématicien britannique et historien des mathématiques.
- 10 mai : Arnaud Beauville, mathématicien français.
- 30 mai : Umberto Bottazzini, mathématicien italien.
- 1er juin : Roger Mohr, enseignant-chercheur français, spécialisé en informatique et en mathématiques.
- 8 juin : Josep Guia, mathématicien et homme politique espagnol.
- 18 juin : Antonio Galves (mort en 2023), mathématicien probabiliste brésilien.
- 8 juillet : Henri Cohen, mathématicien français.
- 16 juillet : Sándor Csörgő (mort en 2008), mathématicien hongrois.
- 21 juillet : Jean-Pierre Bourguignon, mathématicien français.
- 23 juillet : Giuseppe Longo, mathématicien, logicien et épistémologue italien.
- 1er août : Leonid Bunimovich, mathématicien soviético-américain.
- 14 août : Michael Todd, mathématicien britannique.
- 9 septembre : Jean-Yves Girard, logicien et mathématicien français.
- 21 septembre : Jean Lannes, mathématicien français.
- 28 septembre : Rhonda Hughes, mathématicienne américaine.
- 9 octobre : Henryk Iwaniec, mathématicien polonais-américain.
- 15 octobre : William Schelter (mort en 2001), mathématicien et informaticien canadien.
- 16 octobre : Souren Arakelov, mathématicien soviétique.
- 20 octobre : Nessim Sibony, mathématicien français.
- 15 octobre : William Schelter (mort en 2001), mathématicien et informaticien canadien.
- 24 octobre : Jean-Michel Lasry, mathématicien français.
- 26 octobre : Péter Major, mathématicien hongrois.
- 27 octobre : Alan D. Taylor, mathématicien américain.
- 31 octobre : Yahya Ould Hamidoune (mort en 2011), mathématicien mauritanien.
- 21 novembre : Mohamed Hag Ali Hassan, mathématicien et physicien soudanais.
- 22 novembre : Vladimir Damgov (mort en 2006), mathématicien, physicien, leader syndical et homme politique bulgare.
- 24 novembre : Jerzy Nowacki, mathématicien polonais.
- 2 décembre : Jean-Louis Colliot-Thélène, mathématicien français.
- 7 décembre : Imre Bárány, mathématicien hongrois.
- 8 décembre : Peng Shige, mathématicien chinois.
- 17 décembre : Anders Björner, mathématicien suédois.
- 18 décembre : Henk Barendregt, mathématicien néerlandais.
- 19 décembre : Jan Karel Lenstra, mathématicien néerlandais.
- 30 décembre : Georgia Benkart (morte en 2022), mathématicienne américaine.

- Monique Jeanblanc, mathématicienne française.
- Lê Dũng Tráng, mathématicien franco-vietnamien.
- Johannes Sjöstrand, mathématicien suédois.
- vers 1947 : Stephen McIntyre, mathématicien canadien.

## Décès

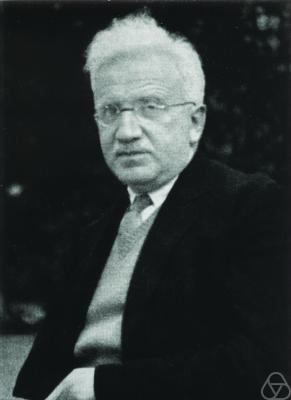
Erich Hecke

- 9 janvier : Sōichi Kakeya (né en 1886), mathématicien japonais.
- 4 février : Alwin Korselt (né en 1864), mathématicien allemand.
- 6 février : Henry Marshall Tory (né en 1864), mathématicien canadien.
- 13 février : Erich Hecke (né en 1887), mathématicien allemand.
- 8 mai : Cassius Jackson Keyser (né en 1862), mathématicien américain.
- 9 mai : Louise Duffield Cummings (née en 1870), mathématicienne américaine, d'origine canadienne.
- 1er juin : David Enskog (né en 1884), mathématicien suédois.
- 25 juin : Alphonse Demoulin (né en 1869), mathématicien belge.
- 2 juillet : Nikolaï Tchebotariov (né en 1894), mathématicien russo-soviétique.
- 15 septembre : Annie Scott Dill Maunder (née en 1868), astronome et mathématicienne nord-irlandaise.
- 22 septembre : Pierre Lecomte du Noüy (né en 1883), mathématicien, biophysicien, écrivain et philosophe français.
- 1er décembre : Godfrey Harold Hardy (né en 1877), mathématicien britannique.
- 30 décembre : 
  - Alfred North Whitehead (né en 1861), mathématicien, logicien et philosophe américain d’origine britannique, auteur avec Bertrand Russell des Principia Mathematica.
  - Georgia Benkart, mathématicienne américaine.